# Indietro non si torna
Indietro non si torna (Escape to Glory) è un film di guerra del 1940 diretto da John Brahm. Venne distribuito dalla Columbia Pictures Corporation e, successivamente, dalla Teakwood Video.

## Trama
Durante la seconda guerra mondiale una nave mercantile inglese viene attaccata da un sottomarino nazista. L'unica via di scampo è che qualcuno si sacrifichi contrattaccando.